# Calcolatore prodigio

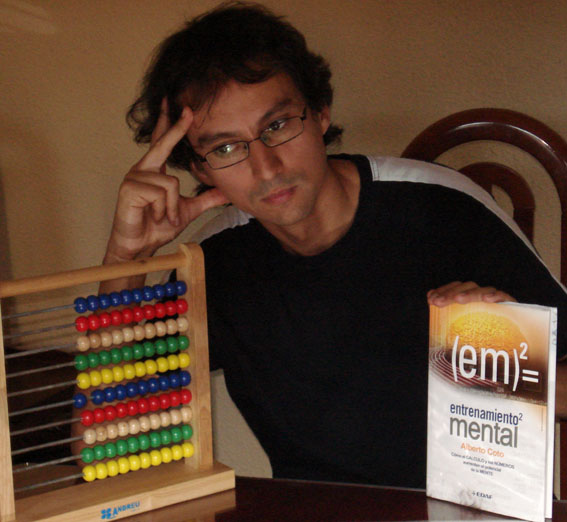
Il calcolatore prodigio spagnolo Alberto Coto García

Un calcolatore prodigio è una persona capace di effettuare calcoli matematici molto difficili col solo ausilio della mente, ovvero di eseguire calcoli mentali con grande rapidità e precisione.

## Storia
Prima dell'avvento dei computer, i calcolatori prodigio erano spesso impiegati da matematici e istituti di ricerca per eseguire calcoli lunghi e complessi in vari settori scientifici, tra cui, oltre alla matematica, l'astrofisica e la cristallografia.
In molti casi, i calcolatori prodigio possiedono un dono innato, avendo uno scarso bagaglio di istruzione scolastica e poche o nessuna nozione di matematica. Secondo le testimonianze di alcuni di essi, tra cui l'indiana Shakuntala Devi (1929-2013), essi « vedono » il risultato tramite facoltà affini alla sinestesia. In alcuni casi si tratta di persone con particolari deficit cognitivi o comportamentali, come l'autismo.
Un esempio è dato dal famoso calcolatore prodigio Zacharias Dase, che  si dimostrò non in grado di apprendere nemmeno i princìpi teorici basilari della matematica (come alcune proposizioni esposte negli Elementi di Euclide, che provò a insegnargli il matematico Julius Petersen), mentre Giacomo Inaudi era un semplice pastore. Al contrario, alcuni famosi matematici sono stati anche dei calcolatori prodigio: tra questi, si ricordano Eulero e Gauss, Bernhard Riemann, André-Marie Ampère, William Rowan Hamilton,  Alexander Aitken.

## Alcuni calcolatori prodigio
- Alexander Craig Aitken
- André-Marie Ampère
- Zerah Colburn
- Alberto Coto García
- Zacharias Dase
- Shakuntala Devi
- Leonhard Euler
- Scott Flansburg
- Robert Fountain
- Rüdiger Gamm
- Carl Friedrich Gauss
- William Rowan Hamilton
- Giacomo Inaudi
- Marc Jornet Sanz
- Willem Klein
- Jan van Koningsveld
- Jorge Arturo Mendoza
- Gert Mittring
- John von Neumann
- Srinivasa Ramanujan
- Bernhard Riemann
- Truman H. Safford
- Priyanshi Somani
- John Wallis